# Every Picture Tells a Story
Every Picture Tells a Story — третий сольный альбом британского певца Рода Стюарта, выпущенный 28 мая 1971 года лейблом Mercury Records. Альбом поднялся на вершины хит-парадов многих стран, включая UK Albums Chart и Billboard Top LPs и является одним из лучших достижений Рода Стюарта. Он занял 172-е место в списке 500 величайших альбомов всех времён по версии журнала Rolling Stone.
Every Picture Tells a Story содержит песню «Maggie May», ставшую хитом и одной из самых узнаваемых песен Рода Стюарта, она возглавляла UK Singles Chart и Billboard Hot 100.
Этот альбом был высоко оценен музыкальными критиками. По словам одного из них (Стивен Томас Эрлевайн), «это прекрасный альбом, обладающий вечными качествами лучшего фолка, но при этом звучащий сильнее, чем большая часть поп-музыки — немногие рок-альбомы настолько мощны и богаты».

## Список композиций
| №  | Название                             | Автор(ы)                      | Длительность |
| -- | ------------------------------------ | ----------------------------- | ------------ |
| 1. | «Every Picture Tells a Story»        | Род Стюарт, Ронни Вуд         | 5:58         |
| 2. | «Seems Like a Long Time»             | Теодор Андерсон               | 4:00         |
| 3. | «That’s All Right» / «Amazing Grace» | Артур Крудап / народная песня | 6:02         |
| 4. | «Tomorrow Is a Long Time»            | Боб Дилан                     | 3:44         |

| №  | Название                     | Автор(ы)                                        | Длительность |
| -- | ---------------------------- | ----------------------------------------------- | ------------ |
| 1. | «Henry»                      | Мартин Квиттентон                               | 0:32         |
| 2. | «Maggie May»                 | Род Стюарт, Мартин Квиттентон                   | 5:46         |
| 3. | «Mandolin Wind»              | Род Стюарт                                      | 5:32         |
| 4. | «(I Know) I’m Losing You»    | Норман Уитфилд, Эдвард Холланд, Корнелиус Грант | 5:22         |
| 5. | «(Find a) Reason to Believe» | Тим Хардин                                      | 4:07         |

## Участники записи
Музыканты:
- Род Стюарт — вокал, акустическая гитара
- Ронни Вуд — гитара, бас-гитара, педальная слайд-гитара
- Мартин Квиттентон[англ.] — акустическая гитара
- Рэй Джексон[англ.] — мандолина
- Сэм Митчелл — слайд-гитара
- Энди Пайл — бас-гитара
- Ронни Лейн — бас-гитара и бэк-вокал (в песне «(I Know) I’m Losing You»)
- Дэнни Томпсон — контрабас
- Дик Пауэлл — скрипка

| - Иэн «Мак» Маклэган — орган, фортепиано (в песне «(I Know) I’m Losing You») - Пит Сирс — фортепиано, челеста - Джон Болдри — вокал (в песне «Every Picture Tells a Story») - Мики Уоллер — ударные - Мэгги Белл — дополнительный вокал (в песне «Every Picture Tells a Story») - Madeline Bell and friends — дополнительный вокал (в песне «Seems Like a Long Time») - Кенни Джонс — ударные (в песне «(I Know) I’m Losing You») - Спайк Хитли — контрабас (в песне «Reason to Believe») | Технический персонал: - Род Стюарт — продюсер - Десмонд Штробель — арт-дирекция - Джон Крейг — дизайн, иллюстрации - Лиза Марголис — фотография на передней обложке - Аарон Сикс — фотография на задней обложке |

## Позиции в хит-парадах
| Хит-парад (1971—1973)               | Высшая позиция | Пребывание в чарте |
| ----------------------------------- | -------------- | ------------------ |
| Австралия (Kent Music Report)       | 1              | нет данных         |
| Великобритания (UK Albums Chart)    | 1              | 81 неделя          |
| Испания (PROMUSICAE)                | 4              | нет данных         |
| Италия (Musica e dischi)            | 20             | 1 неделя           |
| Канада (RPM Albums Chart)           | 1              | 44 недели          |
| Нидерланды (Album Top 100)          | 2              | 26 недель          |
| Норвегия (VG-lista)                 | 9              | 20 недель          |
| США (Billboard Top LP’s)            | 1              | 52 недели          |
| Финляндия (Suomen virallinen lista) | 8              | 20 недель          |
| ФРГ (Offizielle Top 100)            | 23             | 3 недели           |
| Швеция (Kvällstoppen Listan)        | 5              | нет данных         |
| Япония (Oricon)                     | 84             | нет данных         |

| Хит-парад (1971)                   | Позиция |
| ---------------------------------- | ------- |
| Австралия (Kent Music Report)      | 17      |
| Италия (FIMI)                      | 75      |
| Нидерланды (Buma/Stemra)           | 5       |
| США (Billboard Top Popular Albums) | 34      |
| Хит-парад (1972)                   | Позиция |
| Австралия (Kent Music Report)      | 23      |
| Нидерланды (Buma/Stemra)           | 47      |
| США (Billboard Top Popular Albums) | 65      |

## Сертификации

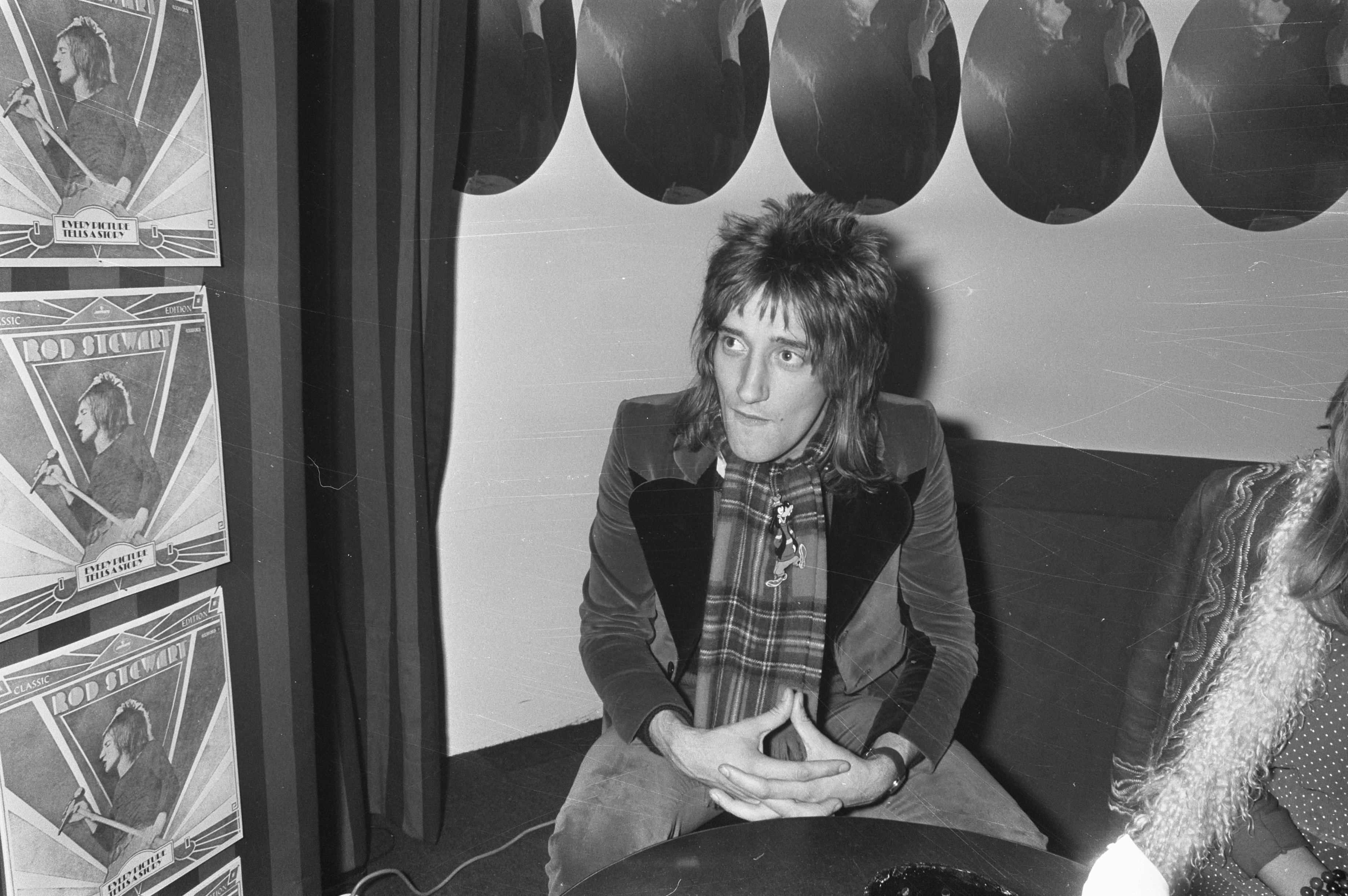
Певец на церемонии вручения золотого диска в Hilton Amsterdam, 5 ноября 1971 года.

| Регион | Сертификация | Продажи   |
| --- | ------------ | --------- |
| Великобритания (BPI) · переиздание 1998                                                                                                   | Золотой      | 100 000   |
| Новая Зеландия (RMNZ) | 2× Золотой   | 15 000^   |
| США (RIAA) | Платиновый   | 2 500 000 |
| ^ Данные о тиражах приведены только на основе сертификации. · Данные о продажах + прослушиваниях приведены только на основе сертификации. |              |           |